# Till-Holger Borchert
Till-Holger Borchert (Hamburg, 4 januari 1967) is een Duits kunsthistoricus, specialist van de veertiende- tot zestiende-eeuwse schilder- en beeldhouwkunst, meer bepaald in de Bourgondische Nederlanden.

## Levensloop
Borchert studeerde kunstgeschiedenis, muziekwetenschappen en literatuurwetenschappen aan de universiteit van Bonn en als Samuel H. Kress Fellow aan de Indiana University in Bloomington. 
Hij schreef vervolgens voor diverse Duitstalige kranten en voor The Artnewspaper. Hij was betrokken bij enkele tentoonstellingen en werkte als assistent aan de Rheinisch-Westfälische Technische Hochschule (RWTH) in Aken. Rond 1997 werd hij in Brugge betrokken bij de tentoonstelling Van Memling tot Pourbus.
Hij werd conservator van het Groeningemuseum en het Arentshuis in Brugge (2003-2014). Hij was vervolgens hoofdconservator van de Brugse musea (2014-2021). Vanaf 2021 werd hij wetenschappelijk directeur, belast met het versterken van de internationale relaties van de Brugse Musea, wat eigenlijk een opzijschuiven inhield. Hij diende dan ook, zoals kon worden verwacht, ontslag in en werd vanaf april 2022 in Aken tot hoofdconservator benoemd van het Suermondt-Ludwig-Museum.
Hij doceerde in Europa, voornamelijk aan de RWTH in Aachen-Bonn, en in de VS aan de Universiteit van Memphis voor de Dorothy Kayser Hohenberg Chairs of Excellence in Art History (2007-2008).

## Tentoonstellingen
Borchert is curator - organisator geweest van heel wat tentoonstellingen. Onder meer:
- Rondom Dürer, Maastricht, Bonnefantenmuseum, 2000.
- Dürer y su tempo, Girona, Salamanca en Palma de Mallorca, 2001-2002.
- Jan van Eyck en de Meditterane wereld, Brugge, Groeningemuseum, 2002.
- Rondom Dürer, Rotterdam, Museum Booijmans van Beuningen, 2002.
- Te Wapenǃ Heraldiek - teken van gezag en identiteit, Brugge, Arentshuis, samen met Brugs stadsarchief, 2003.
- Fake/Not Fake. De restauratie van de Vlaamse Primitieven 1920-1950, Brugge, Groeningemuseum, 2004-2005.
- De portretten van Memling (Brugge, Groeningemuseum - New York, Frick Collection, Madrid, Thyssen-Bornemisza Museum.[1] en Memling: Rinascimento fiammingo in Rome,[2] 2005.
- Van Eyck tot Bosch, Brugge, Groeningemuseum, 2005-2006.
- The Dawn of the Burgondian Age: André Beauneveu, Brugge, Groeningemuseum, 2007.
- Charles the Boldː Splendour of Burgondy, Brugge, Groeningemuseum, 2009.
- Jan van Eyckː Grisailles, Museum Thyssen-Bornemisza, Madrid, 2009.
- Van Eyck to Dürer, Brugge, Groeningemuseum, 2012-2011.
- Imperial Treasures: Van Eyck - Gossaert - Bruegel, Brugge, Groeningemuseum, 2011-2012.
- Fabienne Verdier: Hommage aux Primitifs Flamands, Brugge, Groeninge, 2013.
- The Bowet Hour, a pre-eyckian manuscript for Bruges, Brugge, Groeningemuseum, 2014.
- Memling, Rinascimento Fiaminghe, Roma, Scuderia di Quirinale, 2014.
- Renaissance portretten in de Lage Landen in Brussel, Bozar, 2015 (samen met Koen Jonckheere).
- Van Eyck. Een optische revolutie in het Museum voor Schone Kunsten in Gent, 2020 (samen met Maximiliaan Martens en Jan Dumolyn).
- Jan van Eyck in Brugge, in Brugge, Groeningemuseum, 2020.
- Memling Nu: Memling in de Hedendaagse Kunst, in Brugge, Memlingmuseum - Sint-Jan, 2020.

Hij is ook een van de curators van de Triënnale voor hedendaagse kunst en architectuur in Brugge.
- Triënnale 2015, Cracking the City Gene (samen met Michel Dewilde).
- Triënnale 2018, Liquid City (samen met Michel Dewilde).
- Triënnale 2021, Traum A (samen met Michel Dewilde e.a.).

## Publicaties
- De eeuw van Van Eyck. De Vlaamse primitieven en het Zuiden. 1430–1530, Ludion, 2002.
- De portretten van Memling (red.), Ludion, 2005.
- Jan Van Eyck, Taschen, 2008 (2de uitgave 2020).
- Splendour of the Burgundian Court: Charles the Bold (1433–1477) (ed.), Cornell University Press, 2009.
- Van Eyck to Dürer: The Influence of Early Netherlandish Painting on European Art, 1430–1530, Thames & Hudson, 2011.
- The Book of Miracles, (met Joshua P. Waterman), Taschen, 2013.
- Meesterwerken van Van Eyck tot Rubens in detail, Tielt, Lannoo, 2013.
- Masterpieces in Detail: Early Netherlandish Painting from Van Eyck to Bosch, Prestel, 2014.
- Bosch in Detail, Ludion, 2016.
- Pieter Bruegel de Oude, Tielt, Lannoo, 2017.
- Jan van Eyck, Tielt, Lannoo, 2017.
- Peter Paul Rubens, Tielt, Lannoo, 2017.
- Dürer in Detail, Ludion, 2020.
- Van Eyck. Een optische revolutie, [Z.p.], Hannibal/MSK Gent, 2020 [tentoonstellingscatalogus] (co-editor met Maximiliaan P.J. Martens and Jan Dumolyn).
- Kinderen van de Renaissance (catalogus, samen met Samuel Mareel, Hilde De Ridder-Symoens, Annemarieke Willemsen), Tielt, Lannoo, 2021.
- Children of the Renaissance (catalogus, samen met Samuel Mareel, Hilde De Ridder-Symoens, Annemarieke Willemsen), Tielt, Lannoo, 2021.

## Voetnoten
1. ↑  Annual Hohenberg Lecture Focuses on Jan van Eyck, memphis.edu, 2008.
2. ↑  Memling, il maestro fiammingo odiato da Michelangelo
3. ↑  In Bruges: sea plastic, Chinese crabs and a Spanish pool take centre stage at triennial